# چو یون-چونگ
چو یون-چونگ (کره‌ای: 조윤정؛ زاده ۲ آوریل ۱۹۷۹) یک تنیس‌باز اهل کره جنوبی است.